# Буршье, Джон, 1-й граф Бат
Джон Буршье, 1-й граф Бат (англ. John Bourchier, 1st Earl of Bath; 20 июля 1470 — 30 апреля 1539) — английский дворянин, барон Фицуорин (с 1479 года) и граф Бат (с 1536 года).

## Биография
Джон Буршье был старшим сыном Фулька Буршье, 10-го барона Фицуорин и его супруги Элизабет Динем, дочери сэра Джона Динема. В 1479 году, в возрасте 9 лет, унаследовал титул отца, как барон Фицуорин.
В 1492 году в правление короля Генриха VII был членом парламента.
В 1530 году Джон был среди дворян, которые приложили свои печати к письму короля Генриха VIII к папе римскому Клименту VII, чтобы тот позволил развестись ему с Екатериной Арагонской.
В 1536 году Генрих VIII пожаловал его графским титул в качестве графа Бат.
Скончался 30 апреля 1539 года в возрасте 68 лет, его титулы унаследовал старший сын Джон Буршье.

## Семья
Его первой женой была Сесилия Добене, дочь Жиля Добене, 1-го барона Добене; у них было восемь детей. Второй брак с Флоренс Болвилл и третий брак с Элизабет Уэнтворт были бездетными.